# Forest City (Iowa)
Forest City is een plaats (city) in de Amerikaanse staat Iowa, en valt bestuurlijk gezien onder Hancock County en Winnebago County.

## Demografie
Bij de volkstelling in 2000 werd het aantal inwoners vastgesteld op 4362. In 2006 is het aantal inwoners door het United States Census Bureau geschat op 4224, een daling van 138 (-3,2%).

## Geografie
Volgens het United States Census Bureau beslaat de plaats een oppervlakte van 10,8 km², geheel bestaande uit land. Forest City ligt op ongeveer 372 m boven zeeniveau.

## Plaatsen in de nabije omgeving
De onderstaande figuur toont nabijgelegen plaatsen in een straal van 20 km rond Forest City.